# Momento angular relativo específico
En mecánica celeste, el momento angular relativo específico {\displaystyle {\vec {h}}} juega un papel fundamental en el análisis del problema de los dos cuerpos. Se puede demostrar que es un vector constante para una órbita dada bajo condiciones ideales. Esto esencialmente prueba la segunda ley de Kepler.
Se llama momento angular específico porque no es el momento angular real {\displaystyle {\vec {L}}}, pero el momento angular por masa. Por lo tanto, la palabra "específico" en este término es la abreviatura de "masa específica" o dividida por la masa:
{\displaystyle {\vec {h}}={\frac {\vec {L}}{m}}}
Por lo tanto, la unidad SI es: m2·s−1. {\displaystyle m} denota la masa reducida {\displaystyle {\frac {1}{m}}={\frac {1}{m_{1}}}+{\frac {1}{m_{2}}}}.

## Definición
El momento angular relativo específico se define como el producto cruzado del vector de posición relativa {\displaystyle {\vec {r}}} y el vector de velocidad relativa {\displaystyle {\vec {v}}}.
{\displaystyle {\vec {h}}={\vec {r}}\times {\vec {v}}={\frac {\vec {L}}{m}}}
El vector {\displaystyle {\vec {h}}} es siempre perpendicular al plano orbital de osculación instantánea, que coincide con la órbita perturbada instantánea. No sería necesariamente perpendicular a un plano medio que explicara muchos años de perturbaciones.
Como es habitual en física, la magnitud de la cantidad vectorial {\displaystyle {\vec {h}}} se denota por {\displaystyle h}:
{\displaystyle h=\left\|{\vec {h}}\right\|}

## Prueba de que el momento angular relativo específico es constante en condiciones ideales

### Requisitos previos
Lo siguiente solo es válido bajo las simplificaciones también aplicadas a la ley de la gravitación universal de Newton.
Uno mira dos masas de puntos {\displaystyle m_{1}} y {\displaystyle m_{2}}, a la distancia {\displaystyle r} entre sí y con la fuerza gravitacional {\displaystyle {\vec {F}}=G{\frac {m_{1}m_{2}}{r^{2}}}{\frac {\vec {r}}{r}}} actuando entre ellos. Esta fuerza actúa instantáneamente, a cualquier distancia y es la única fuerza presente. El sistema de coordenadas es inercial.
La simplificación adicional {\displaystyle m_{1}\gg m_{2}} se asume a continuación. Por lo tanto, {\displaystyle m_{1}} es el cuerpo central en el origen del sistema de coordenadas y {\displaystyle m_{2}} es el satélite que orbita a su alrededor. Ahora la masa reducida también es igual a {\displaystyle m_{2}}y la ecuación del problema de dos cuerpos es
{\displaystyle {\ddot {\vec {r}}}=-{\frac {\mu }{r^{2}}}{\frac {\vec {r}}{r}}}
con el parámetro gravitatorio estándar {\displaystyle \mu =Gm_{1}} y el vector de distancia {\displaystyle {\vec {r}}} que apunta desde el origen (cuerpo central) al satélite, debido a su masa despreciable.
Es importante no confundir el parámetro gravitatorio {\displaystyle \mu } con la masa reducida, que a veces también se denota con la misma letra {\displaystyle \mu }.

### Prueba

Vector de distancia, vector de velocidad, anomalía verdadera y ángulo de trayectoria de vuelo de en órbita alrededor de. También se representan las medidas más importantes de la elipse (entre las cuales, tenga en cuenta que la anomalía verdadera está etiquetada como).

Se obtiene el momento angular relativo específico multiplicando (producto cruzado) la ecuación del problema de dos cuerpos con el vector de distancia {\displaystyle {\vec {r}}}
{\displaystyle {\vec {r}}\times {\ddot {\vec {r}}}=-{\vec {r}}\times {\frac {\mu }{r^{2}}}{\frac {\vec {r}}{r}}}
El producto cruzado de un vector consigo mismo (lado derecho) es 0. El lado izquierdo simplifica
{\displaystyle {\vec {r}}\times {\ddot {\vec {r}}}={\dot {\vec {r}}}\times {\dot {\vec {r}}}+{\vec {r}}\times {\ddot {\vec {r}}}={\frac {\mathrm {d} \left({\vec {r}}\times {\dot {\vec {r}}}\right)}{\mathrm {d} t}}=0}
de acuerdo con la regla de diferenciación del producto.
Esto significa que {\displaystyle {\vec {r}}\times {\dot {\vec {r}}}} es constante (cantidad conservada). Y este es exactamente el momento angular por masa del satélite
{\displaystyle {\vec {h}}={\vec {r}}\times {\dot {\vec {r}}}=const.}
Este vector es perpendicular al plano de la órbita, la órbita permanece en este plano porque el momento angular es constante.
Se puede obtener una mayor comprensión del problema de los dos cuerpos con las definiciones del ángulo de trayectoria de vuelo {\displaystyle \phi } y la componente transversal y radial del vector de velocidad (ver ilustración a la derecha). Las siguientes tres fórmulas son todas posibilidades equivalentes para calcular el valor absoluto del vector de momento angular relativo específico
- {\displaystyle h=rv\cos \phi }
- {\displaystyle h=r^{2}{\dot {\theta }}}
- {\displaystyle h={\sqrt {\mu p}}}

Donde {\displaystyle p} se llama semi-alojamiento lateral de la curva.

## Las leyes de Kepler del movimiento planetario
Las leyes del movimiento planetario de Kepler se pueden probar casi directamente con las relaciones anteriores.

### Primera ley
La prueba comienza de nuevo con la ecuación del problema de los dos cuerpos. Esta vez, uno lo multiplica (producto cruzado) con el momento angular relativo específico
{\displaystyle {\ddot {\vec {r}}}\times {\vec {h}}=-{\frac {\mu }{r^{2}}}{\frac {\vec {r}}{r}}\times {\vec {h}}}
El lado izquierdo es igual a la derivada {\displaystyle {\frac {\mathrm {d} \left({\dot {\vec {r}}}\times {\vec {h}}\right)}{\mathrm {d} t}}} porque el momento angular es constante.
Después de algunos pasos, se convierte el lado derecho {\displaystyle -{\frac {\mu }{r^{3}}}\left({\vec {r}}\times {\vec {h}}\right)=-{\frac {\mu }{r^{3}}}\left(\left({\vec {r}}\cdot {\vec {v}}\right){\vec {r}}-r^{2}{\vec {v}}\right)=-\left({\frac {\mu }{r^{2}}}{\dot {r}}{\vec {r}}-{\frac {\mu }{r}}{\vec {v}}\right)=\mu {\frac {\mathrm {d} {\frac {\vec {r}}{r}}}{\mathrm {d} t}}}
Establecer estas dos expresiones iguales e integradas en el tiempo conduce a (con la constante de integración {\displaystyle {\vec {C}}})
{\displaystyle {\dot {\vec {r}}}\times {\vec {h}}=\mu {\frac {\vec {r}}{r}}+{\vec {C}}}
Ahora esta ecuación se multiplica (producto punto) con  {\displaystyle {\vec {r}}} reorganizado
{\displaystyle {\vec {r}}\left({\dot {\vec {r}}}\times {\vec {h}}\right)={\vec {r}}\left(\mu {\frac {\vec {r}}{r}}+{\vec {C}}\right)}
{\displaystyle {\vec {r}}\left({\dot {\vec {r}}}\times {\vec {h}}\right)=\left({\vec {r}}\times {\dot {\vec {r}}}\right){\vec {h}}=h^{2}\;,\qquad {\vec {r}}\left(\mu {\frac {\vec {r}}{r}}+{\vec {C}}\right)=\mu r+rC\cos \theta }
Finalmente uno obtiene la ecuación de la órbita
{\displaystyle r={\frac {\frac {h^{2}}{\mu }}{1+{\frac {C}{\mu }}\cos \theta }}}

que es la ecuación de una sección cónica en coordenadas polares con semi-alojamiento lateral {\displaystyle p={\frac {h^{2}}{\mu }}}  y excentricidad {\displaystyle e={\frac {C}{\mu }}}. Esto prueba la primera ley de Kepler, en palabras:
La órbita de un planeta es una elipse con el Sol en un foco.

—Astronomia nova aitiologetos seu Physica coelestis,

### Segunda ley
La segunda ley se deduce instantáneamente de la segunda de las tres ecuaciones para calcular el valor absoluto del momento angular relativo específico.
Si uno conecta esta forma de la ecuación {\displaystyle \mathrm {d} t={\frac {r^{2}}{h}}\ \mathrm {d} \theta } con la relación {\displaystyle \mathrm {d} A={\frac {r^{2}}{2}}\ \mathrm {d} \theta } para el área de un sector con un ángulo pequeño infinitesimal {\displaystyle \mathrm {d} \theta } (triángulo con un lado muy pequeño), la ecuación
{\displaystyle \mathrm {d} t={\frac {2}{h}}\ \mathrm {d} A}

sale, esa es la formulación matemática de las palabras:
La línea que une el planeta con el Sol barre áreas iguales en tiempos iguales.

—Astronomia nova aitiologetos seu Physica coelestis,

### Tercera ley
La tercera de Kepler es una consecuencia directa de la segunda ley. La integración de más de una revolución da el período orbital
{\displaystyle T={\frac {2\pi ab}{h}}}
para el área {\displaystyle \pi ab} de una elipse. Reemplazando el eje semi-menor con {\displaystyle b={\sqrt {ap}}} y el momento angular relativo específico con {\displaystyle h={\sqrt {\mu p}}} se obtiene
{\displaystyle T=2\pi {\sqrt {\frac {a^{3}}{\mu }}}}

Existe, pues, una relación entre el eje semieje mayor y el período orbital de un satélite que puede reducirse a una constante del cuerpo central. Esto es lo mismo que la famosa formulación de la ley:
El cuadrado del período de un planeta es proporcional al cubo de su distancia media al Sol.

— Johannes Kepler, Harmonices Mundi libri V,